# Церемонія передачі трону (Японія)

Церемонія передачі трону принцу Муцухіто, майбутньому Імператору Мейдзі.

Церемонія передачі трону (яп. 践祚, せんそ, сенсо, «сходження на трон») — обряд передачі титулу і посади Імператора Японії спадкоємцю престолу.

## Короткі відомості
Японська церемонія передачі монаршого трону походила з Китаю. В давньокитайський традиції особа, що отримувала титул нового Сина Неба, піднімалася по східних сходах до мавзолею своїх пращурів і здійснювала в ньому поминальні обряди. Відтоді термін «східні сходи» став позначати монарха. З часом знак «східні сходи» замінили омонімом «трон».
В Японії передача трону здійснювалася у випадку смерті попереднього правителя або його зречення на користь спадкоємця. У 7 — 8 століттях ця церемонія виступала синонімом інтронізації. Під час церемонії міністр Накатомі співав молитву до божеств Небес, а священик Інбе вручав новому монарху священні дзеркало і меч.
Після правління Імператора Камму (781—806) церемонія інтронізації була відокремлена від церемонії передачі трону. Вона стала позначати декларацію Піднебесній факту успадкування престолу. Співи молитов божествам прив'язали до здійснення свята дайдзьосай. Сама церемонія передачі трону перетворилася на обряд вручення новому Імператору трьох божественних скарбів, що символізували його титул і владу, — дзеркала, меча і маґатами.
В японському законодавстві 19 — середини 20 століття церемонія передачі трону була обов'язковою. Спадкоємець престолу проходив її одразу після смерті Імператора, приймаючи символи Імператорської влади.
Новим чинним Законом про Імператорський дім від 1947 року церемонія передачі трону не передбачена.